# 柳家喬太郎の粋ダネ!
柳家喬太郎の粋ダネ!（やなぎやきょうたろうのいきダネ）は、BS11のトーク番組・バラエティ番組である。2009年10月放送開始。
落語家・柳家喬太郎の冠番組。

## 概要
「大人の自由時間・柳家喬太郎の気楽に粋ましょう!」を受け継ぐ形で放送がスタート。
「大人」の視聴者を対象としており、番組前半は、ゲストを迎えたトーク。後半は、噺家・色物交えた寄席芸人が一席披露する演芸コーナーとなる。2011年10月以降は基本的に落語家や講談師等の寄席芸人がゲストとなっている。
「粋ましょう！」時代から引き続き、スタジオはクロマキー技術を活用したコンピュータグラフィックによるバーチャルセットとなっており、人物と一部小道具以外、放送画面に映るものはほとんどが合成である。なお「粋ましょう！」は生放送であったが、「粋ダネ！」は収録となっている。
喬太郎が出られない回は三遊亭歌武蔵が司会を代行し、タイトルも変更される。
2011年10月以降は喬太郎が「下町の旦那」、魚住が「横丁の女将」というキャラクター設定が施され、オープニングで軽いスキットを演じ、ゲストを呼び込んでいる。
2012年3月31日をもって終了。「柳家喬太郎のようこそ芸賓館」に受け継がれる。

## 放送時間（JST）
- 土曜 20:00 - 20：55

## 内容・構成
- トークコーナー
ビールなどのアルコール類が供され、リラックスした雰囲気の中、ゲストにまつわるエピソードをもとにトークを展開。ゲストによってはライブ演奏を行ったり、演芸コーナーに出演することもある。
番組開始時から2010年3月までは週替りの出演だったが、2010年4月から2週ごとの出演となった。主に40代以上の俳優・女優やミュージシャンなどを迎えていたが、2011年9月末からの放送からは趣向を変え、落語家（もしくは講談師、色物芸人）のゲスト出演（2週ごと）となっている。
- 演芸コーナー
寄席芸人1組を迎えて、15分程度で一席披露。噺家（落語）主体だが、寄席同様に色物（漫才など）も出演。現在は[いつ?]トークゲストの芸人が1週目に自ら演じ、2週目は原則として喬太郎が一席披露している。

## 出演
- 柳家喬太郎 - 司会（下町の旦那）
- 魚住りえ - 司会（横丁の女将）
- 三遊亭歌武蔵 - 代行司会（喬太郎不在時）